# کورتیس آرمسترانگ
کورتیس آرمسترانگ (انگلیسی: Curtis Armstrong؛ زاده ۲۷ نوامبر ۱۹۵۳) یک هنرپیشه اهل ایالات متحده آمریکا است. وی از سال ۱۹۸۳ میلادی تاکنون مشغول فعالیت بوده‌است.
از فیلم‌ها یا برنامه‌های تلویزیونی که وی در آن نقش داشته‌است می‌توان به ون وایلدر، ضد جاسوسی، داج بال، همان بهتر که بمیرم، یک تابستان دیوانه، مرد خانه و سوپرنچرال اشاره کرد.